# Dvorák (cráter)
Dvorak es un cráter de impacto de 75 km de diámetro del planeta Mercurio. Debe su nombre al compositor checho  Antonín Dvořák (1841-1904), y su nombre fue aprobado por la Unión Astronómica Internacional en 1976.